# Japonská hymna
Hymna Japonska (Kimigajo) byla japonskou státní hymnou de facto již od období Meidži, ale oficiálně byla uznána japonským parlamentem až v roce 1999.
Slova japonské hymny pocházejí z Kokinšú, básnické sbírky z 10. století. Autor těchto veršů není znám. Hudbu složil Hiromori Hajaši v roce 1880. Je hymnou s nejstarším textem na světě a zároveň nejkratší světovou hymnou (má jen šest veršů).

## Slova
| Kandži                                                  | Hiragana                                                              | Rómadži                                                                      | Překlad |
| ------------------------------------------------------- | --------------------------------------------------------------------- | ---------------------------------------------------------------------------- | --- |
| 君が代は 千代に 八千代に 細石の 巌となりて 苔の生すまで | きみがよは ちよに やちよに さざれいしの いわおとなりて こけのむすまで | Kimigajo wa Čijo ni Jačijo ni Sazare iši no Iwao to narite Koke no musu made | Nechť vládne panovnický rod tisíc, ach ano osm tisíc let až zrnka písku se změní v mohutné skály porostlé mechem. |